# Mehmed Begović
Mehmed Begović (8. dubna 1904 Lastva, okres Trebinje, Bosna a Hercegovina – 7. října 1990 Bělehrad, Socialistická federativní republika Jugoslávie) byl bosenskohercegovský a jugoslávský pedagog a přední znalec islámského práva šarí‘a bosňáckého původu.

## Život
Základní školu dokončil v rodné vsi. Pět let se vzdělával na Vyšším gymnáziu v Sarajevu (1914–1919), maturitní zkoušku složil na gymnáziu v Mostaru roku 1922. V letech 1922–1926 studoval na Právnické fakultě Univerzity v Bělehradě, nato po dokončení vojenské služby od roku 1927 čtyři roky strávil jako stipendista na studiích v Alžírsku, kde roku 1930 získal titul doktora práv s tezí O evoluci šarí‘atského práva v Jugoslávii (De l'évolution du droit musulman en Yougoslavie). Roku 1931 byl ve výběrovém řízení vybrán za docenta na Katedře šarí‘atského práva (založena 1926), nato roku 1937 za mimořádného a nakonec roku 1946 řádného profesora Právnické fakultě Univerzity v Bělehradě. Mezi lety 1949 a 1965 byl i členem Katedry orientální filologie Univerzity v Bělehradě. Roku 1975 odešel do penze.
Byl členem zakládajících výborů Právnické fakulty Univerzity v Sarajevu (1946) a Islámské teologické fakulty v Sarajevu (1977).
Roku 1958 se stal dopisujícím a pak roku 1965 řádným členem Srbské akademie věd a umění. Za člena Akademie věd a umění Bosny a Hercegoviny byl zvolen roku 1973.
Islámská zádušní modlitba proběhla 9. října 1990 před Carovou mešitou v Sarajevu pod vedením bělehradského muftí Hamdija-efendiji Jusufspahiće. Tělesné ostatky Mehmeda Begoviće byly uloženy na sarajevském hřbitově Bare.

## Dílo
- O položaju i dužnostima muslimanke prema islamskoj nauci u duhu današnjeg vremena (O postavení a povinnostech muslimek podle islámské vědy v dnešní době, Beograd 1931)
- O izvorima šerijatskog prava (O pramenech šarí‘atského práva, Beograd 1933)
- Šerijatsko bračno pravo: sa kratkim uvodom u izučavanje šerijatskog prava (Šarí‘atské manželské právo: s krátkým úvodem do studia šarí‘atského práva, Beograd 1936)
- Muslimani u Bosni i Hercegovini (Muslimové v Bosně a Hercegovině, Beograd 1938), publicistická rozprava
- Porodično pravo. Deo 1, Bračno pravo (Rodinné právo, Část 1., Manželské právo, Beograd 1946)
- Porodično pravo. Deo 2, Roditeljsko pravo (Rodinné právo, Část 2., Rodičovské právo, Beograd 1947)
- Porodično pravo. Deo 3, Starateljsko pravo (Rodinné právo, Část 3., Opatrovnické právo, Beograd 1947)
- Porodično pravo (Rodinné právo, na základě přednášek v ak. roce 1947/48, Beograd 1948, 1952, 1953, 1957, 1959, 1961)
- Vakufi u Jugoslaviji (Islámské nadace v Jugoslávie, Beograd 1963)
- Rudarska baština u Srbiji u XV i XVI veku (Hornické památky v Srbsku v XV. a XVI. století, Beograd 1971)